# Eugnosta misella
Eugnosta misella es una especie de polilla de la tribu Cochylini, familia Tortricidae.
Fue descrita científicamente por Razowski en 1993.
Su envergadura es de 9-11 mm.

## Distribución
Se encuentra en Kenia, Sudáfrica y Tanzania.